# Anhydride
Ein Anhydrid (von griechisch án(h)ydros wasserlos, wasserfrei) ist eine chemische Verbindung, die aus einer Säure oder Base durch Entzug von Wasser entsteht.
Beispielsweise ist Kohlendioxid das Anhydrid der sehr instabilen Kohlensäure.
- Nichtmetalloxide wie Schwefeltrioxid oder Phosphor(V)-oxid sind Säureanhydride.

- Metalloxide wie Calciumoxid werden als Basenanhydride bezeichnet.

- Anhydride, die aus zwei Carbonsäure-Molekülen durch Abspaltung eines Wasser-Moleküls entstehen, werden in der Chemie Carbonsäureanhydride genannt. Beispiel: Acetanhydrid, das Anhydrid der Essigsäure.[1]

- Maleinsäureanhydrid ist ein cyclisches Carbonsäureanhydrid, das durch Wasserabspaltung aus Maleinsäure (eine Dicarbonsäure) entsteht.

- Kristallwasserfreie Substanzen (z. B. Minerale) werden demgegenüber als Anhydrat bezeichnet.